# Назарово (Баймакский район)
Наза́рово (баш. Наҙар) — деревня в Баймакском районе Республики Башкортостан России. Входит в состав Мукасовского сельсовета.

## Географическое положение
Расстояние до:
- районного центра (Баймак): 71 км,
- центра сельсовета (1-е Туркменево): 11 км,
- ближайшей железнодорожной станции (Сибай): 41 км.

## Население
| 2002 | 2009 | 2010 |
| ---- | ---- | ---- |
| 17   | ↘6   | ↘3   |

### Национальный состав
Согласно переписи 2002 года, преобладающая национальность — башкиры (100 %).